# Pheladenia
Pheladenia là một chi thực vật có hoa trong họ Orchidaceae.